# 明治公園爆弾事件
明治公園爆弾事件（めいじこうえんばくだんじけん）とは、1971年6月に発生した爆弾事件。
1971年6月15日から明治公園において中核派が沖縄返還協定調印に反対する集会を開いたが、6月17日には暴徒化し、警視庁機動隊と衝突。
機動隊と新左翼が衝突する午後8時50分頃、横から赤軍派が機動隊に鉄パイプ爆弾を投てきした。鉄パイプ爆弾が爆発し、腹部裂傷・大腸露出の重傷を負った2名を含む、37名の機動隊員が重軽傷を負った。
1971年9月25日、警視庁公安部特捜本部は、松江相銀米子支店強奪事件で逮捕され鳥取拘置所に収監されていた男を殺人未遂などで逮捕した。